# Manzana de los Jesuitas
Die Manzana Jesuítica ist ein Häuserblock in der argentinischen Stadt Córdoba, der von den Jesuiten im 17. Jahrhundert als Zentrale ihrer Tätigkeit in der spanischen Provinz Paraguay im Vizekönigreich Peru errichtet wurde.
Der Block, direkt im Zentrum unweit der Plaza San Martín gelegen, ist einer von 70, die bei der Gründung der Stadt ausgewiesen wurden. Die Jesuiten nahmen ihn 1599 in Besitz und residierten dort bis zu ihrer Vertreibung 1767. Zur Finanzierung ihrer Tätigkeit erwarben sie mehrere Landgüter (Estancias) in der Umgebung. Die erhaltenen Baudenkmäler des Blocks und die Gebäude der Estancias gehören seit 2000 zum Weltkulturerbe der UNESCO.

## Baudenkmäler im Einzelnen

Im Patio des Rektorats

- Konvent Santa Teresa, nicht zu verwechseln mit einem nahe gelegenen gleichnamigen Kloster. 1687 aus einem normalen Wohnhaus renoviert, befindet sich seit 1980 hier ein Museum, in dem man die alten Räume sehen kann (Kapelle, Sakristei, Krypta).
- Kirche Compañía de Jesús. Sie ist die älteste noch erhaltene Kirche Argentiniens (1671 erbaut). Der Altar stammt aus dem peruanischen Cuzco. Links der Kirche befindet sich in einer ebenfalls aus dieser Zeit stammenden Kapelle heute der Graduiertensaal der Universität von Córdoba.
- Kapelle der Jesuitenresidenz, ebenfalls aus dem Jahr 1671, eines der Meisterwerke der argentinischen Kolonialarchitektur
- Rektorat der Universität von Córdoba, 1613 gegründet, mit einer prachtvollen weißen Fassade und einem quadratischen Patio.
- Colegio Convictorio de Nuestra Señora de Montserrat. 1687 von den Jesuiten erbaut, residierte hier eine bedeutende Schule. Heute existiert die Schule immer noch, sie hängt jedoch von der Universität von Córdoba ab. Derzeit (Stand: Juni 2005) Renovierung.

Weiterhin befindet sich im selben Häuserblock in einem Bau aus dem 19. Jahrhundert das Paläontologische Museum, das unter anderem ein Fossil der heute ausgestorbenen, größten Spinne der Welt beherbergt (34 cm lang).

## Die jesuitischen Landgüter
Einige der Güter bildeten in der Folgezeit die Zentren für sich entwickelnde Städte. Fünf von ihnen wurden als Welterbestätten ausgezeichnet:
- Estancia in Alta Gracia
- Estancia Santa Catalina in der Sierra Chica
- Estancia in Jesús María
- Estancia in Colonia Caroya
- Estancia La Candelaria in der Sierra Grande